# مكتبة جامعة قطر
مكتبة جامعة قطر تتولى خدمة الطلاب وأعضاء هيئة التدريس والموظفين والباحثين في جامعة قطر في قطر. تم بناؤها في عام 1973. وكان مبنى بالمكتبة السابق يحتوي على مرفقين منفصلين: مرفق مكتبة البنات وهو مبنى مؤلف من أربعة طوابق بمساحة إجمالية قدرها 1200 متر مربع ومرفق مكتبة البنين وهو مبنى مؤلف من طابقين مساحته 3000 متر مربع. هناك أيضا زاويتين أمريكيتين في المكتبة.
وافتتحت سمو الشيخة هند بنت حمد بن خليفة آل ثاني المبنى الجديد في 16 أكتوبر 2012. وتواصل المكتبة في جامعة قطر دعم عملية التعلم والتدريس لجميع رواد الجامعة من خلال المصادر المطبوعة والإلكترونية المتوفرة في موقعها. وخلال السنوات الماضية، أولت المكتبة اهتمامًا بالغًا بإثراء مقتنياتها وخدماتها، حيث تتضمَّن المكتبة حوالي 350.000 كتابًا ورقيًا وإلكترونيًا، وما يقارب من 167 قاعدة بيانات. كما تحتوي المكتبة على مركز المجموعات الرقمية والذي يضم كلاً من: المستودع الرقمي ومجموعة أرشيف المكتبة وما تحتويه من أرشيف جامعة، ومجموعات الشرائح، والوثائق التاريخية، والتاريخ الشفوي وغيره.
بالإضافة إلى ذلك، عملت المكتبة على تطوير خدماتها لمجاراة العصر ومستجداته، وتشمل هذه الخدمات: خدمات الإعارة والإرجاع، الخدمات المرجعية والمعلوماتية، والبحوث والتعليم، حيث تصب اهتمامات كل هذه الخدمات في دعم المستخدمين في الحرم الجامعي، وإيجاد المعلومات ذات الصلة واستعارة هذه المصادر. الجدير بالذكر أنَّ مكتبة جامعة قطر تلتزم بتقديم خدمات معلوماتية عالية الجودة لمنتسبي جامعة قطر وشركائها المحليين والدوليين وللمجتمع القطري بشكل عام.